# Igor Arrieta
Igor Arrieta Lizarraga (* 8. prosince 2002) je španělský profesionální silniční cyklista jezdící za UCI WorldTeam UAE Team Emirates XRG.

## Hlavní výsledky

### Silniční cyklistika
2018
4. místo Trofeo Villa de Obanos
2019
Národní šampionát
2. místo silniční závod juniorů
2. místo časovka juniorů
4. místo Trofeo Fundación
5. místo Circuito San Veremundo
6. místo Zumarraga
8. místo Gipuzkoa Klasikoa
10. místo Gent–Wevelgem Juniors
2020
Národní šampionát
2. místo časovka juniorů
5. místo Gipuzkoa Klasikoa
Mistrovství Evropy
10. místo časovka juniorů
2021
Národní šampionát
 vítěz časovka do 23 let
Volta a Castelló
 celkový vítěz
vítěz etap 2 a 3
vítěz Prueba Loinaz Beasain
2. místo Memorial Valenciaga
3. místo Memorial Zunzarren-Estella
3. místo GP Primavera–Amorebieta
3. místo Santikutz Klasika
6. místo Subida a Urraki-Azpeitia
7. místo LXX Antzuola Saria
7. místo San Bartolomé Saria-Zegama
2022
Vuelta a Asturias
6. místo celkově
O Gran Camiño
7. místo celkově
 vítěz soutěže mladých jezdců
2023
8. místo Tour du Jura
2024
9. místo Trofeo Serra de Tramuntana

### Cyklokros
2018–2019
3. místo Vic
3. místo Manlleu
2019–2020
Národní šampionát
 vítěz závodu juniorů
vítěz Igorre
vítěz Karrantza
vítěz Valencia
vítěz Xativa
vítěz Pontevedra
vítěz Trofeo San Andrés